# Józefa Łukasiewicz
Józefa Łukasiewicz z d. Szczepanek, ps. Wiera i Ziuta (ur. 11 lutego 1920 w Aleksandrowie) – robotnica rolna, od 1943 jako członkini PPR łączniczka 1 Brygady AL Ziemi Krakowskiej do IV Obwodu GL w Krakowie, sanitariuszka MO w walkach z oddziałami UPA, do 1946 w MO w Rzeszowie i Krakowie.

## Życiorys
Urodziła się 11 lutego 1920 w rodzinie Jana Szczepanka i Agnieszki z Nowaków, którzy byli właścicielami niespełna czterohektarowego gospodarstwa. W 1934 w Kozubowie ukończyła szkołę powszechną. Następnie zaczęła uczęszczać w Pińczowie do szkoły handlowej, ale po sześciomiesięcznym pobycie przerwała naukę z powodu trudnej sytuacji materialnej rodziny. Od tego czasu wspólnie z rodzeństwem zarobkowała jako robotnica rolna w majątkach ziemskich.
Wraz z wybuchem wojny powróciła do domu i przez 3 lata ciężko pracowała w pobliskim majątku, który znajdował się w Chrobrzu. Należąc do Związku Robotników Rolnych, a od 1942 do Polskiej Partii Robotniczej, 12 stycznia tegoż roku zaciągnęła się do niewielkiego oddziału leśnego Jana Szwaji „Siekiery”, który tworzyli w Kozubowie zagrożeni wywózką członkowie Batalionów Chłopskich, a później także Gwardii Ludowej. Jej służba początkowo jako „Wiera”, a później „Ziuta”, polegała na organizowaniu na terenie powiatu pińczowskiego punktów kontaktowych w domach ludzi, którym można było zaufać. Współdziałała także w niszczeniu wykazów kontyngentów i spisów młodzieży, które były przygotowane przez gminy celem wywiezienia jej na roboty na teren Niemiec. W 1943 „Ziuta" była łączniczką pomiędzy oddziałem partyzanckim BCh-GL, który później został przekształcony w 1 Brygadę AL Ziemi Krakowskiej im. Bartosza Głowackiego i IV Obwodem GL, później AL w Krakowie. Do jej zadań należało skupywanie broni i amunicji, którą następnie przewoziła pociągiem i przekazywała ją oddziałowi razem z poleceniami i ulotkami. Po ukończeniu kursu sanitariuszek, w czerwcu 1943 wzięła udział w pierwszej potyczce oddziału we wsi Kozubów. Później uczestniczyła prawie we wszystkich dalszych walkach, które na terenie tzw. ”Republiki Pińczowskiej” toczyła 1 Brygada AL. Opiekowała się ukrywanymi rannymi partyzantami, pełniąc równocześnie nadal funkcję łączniczki Brygady. Sama była dwa razy ranna podczas walk z Niemcami. Po wielu stratach poniesionych w potyczkach z okupantem, a także z oddziałem NSZ „Zbika”, po ciężkiej bitwie stoczonej we wsi Baranów „Ziuta” z Brygadą i z rannymi przedarła się 15 lipca 1944 przez linię frontu nad Wisłą na tereny, które zostały przejęte przez armię sowiecką. Stamtąd „Ziuta” dotarła z Brygadą do Rzeszowa. 27 lipca wcielono ją tam w stopniu plutonowego do Milicji Obywatelskiej, w której otrzymała przydział do kompanii operacyjnej KWMO w charakterze najpierw sanitariuszki, a później kierowniczki izby chorych tej kompanii, która należała jeszcze do nie rozformowanej Brygady. Podczas służby brała czynny udział jako sanitariuszka w walkach z oddziałami UPA na Rzeszowszczyźnie. 8 października 1944 podczas napadu oddziałów UPA na koszary i więzienie przy ul. Zamkowej w Rzeszowie, uratowała życie 15 rannym, w tym płk. Bolesławowi Purchli, który był dowódcą Brygady. Ciężko rannych zebrała brawurowo z placu alarmowego znajdującego się przy koszarach, którym udzieliła pierwszej pomocy, a następnie przewiozła do szpitala. 2 lutego 1945 kompanię operacyjną KWMO wysłano do Krakowa, celem zorganizowania tam MO; Józefa pracowała w oddziale śledczym, a także zorganizowała izbę chorych.
Po wojnie, w lipcu 1945 Józefę ponownie wysłano do Rzeszowa, a tam otrzymała przydział do oddziału śledczego KW MO. Wyszła w tymże roku za mąż za Józefa Łukasiewicza. W styczniu 1946 urodziła przedwcześnie dziecko, które zmarło, a Józefę będącą w tym czasie ciężko chorą, 28 lutego 1946 na podstawie orzeczenia komisji lekarskiej zwolniono w stopniu sierżanta ze służby w MO.
Po zwolnieniu z MO, Związek Osadników Wojskowych skierował Józefę na Ziemie Odzyskane, na których osiedliła się z mężem we Wrocławiu. Nie mogąc mieć dzieci z powodu ran odniesionych w walkach, pracowała w zakładzie gastronomicznym, później w spółdzielni „Odra”. Od 1949 była członkiem PZPR. W 1957, wstąpiwszy wówczas do ZBoWiD, rozpoczęła pracę w Wytwórni Papierosów, a po jej likwidacji w Zakładach Zielarskich Herbapol, skąd odeszła na emeryturę. Mieszka nadal we Wrocławiu i jest członkinią Klubu Kawalerów Orderu Wojennego Virtuti Militari.

## Odznaczenia
- Krzyż Srebrny Orderu Wojennego Virtuti Militari[a][2],
- Medal Zwycięstwa i Wolności – 14 sierpnia 1959,
- Krzyż Partyzancki  – 14 czerwca 1965,
- Krzyż Kawalerski Orderu Odrodzenia Polski – 16 lipca 1970,
- Krzyż Walecznych – 13 lipca 1981,
- Medal 40-lecia Polski Ludowej – 22 lipca 1984,
- Odznaka Grunwaldzka – 1994,
- Odznaka „ZA ZASŁUGI DLA KIELECCZYZNY” – 20 czerwca 1984,
- Odznaka Pamiątkowa za czyn zbrojny przeciwko okupantowi hitlerowskiemu w latach 1942-1943 – 2 stycznia 1994.